# 岩木哲夫
岩木 哲夫（いわき てつお、1901年（明治34年）4月15日 - 1980年（昭和55年）2月2日）は、日本の実業家、政治家。参議院議員（1期）。旧姓は三宅川。

## 経歴
愛媛県越智郡富田村（現今治市）で、三宅川秀逸の長男として生まれ岩木六兵衛の養子となる。大阪大倉商業学校（現関西大倉中学校・高等学校）を卒業した。
藤本合資に入り、同社代表、大阪穀物商同業組合副組長、同組合長を経て、1937年（昭和12年）大阪府米穀商業組合理事長に就任。1942年（昭和17年）食糧営団の設立に伴い大阪府食糧営団専務理事となる。以後、中央食糧営団理事、大阪府食糧国防団団長、同物価協力会議食糧部長、同府経済警察協議員、大阪食糧科学学校講師、大阪地方検事局及び裁判所経済委員などを務めた。
1947年（昭和22年）4月の第1回参議院議員通常選挙に大阪地方区から民主党所属で立候補して当選し、その後、改進党に所属して参議院議員を1期務めた。この間、芦田内閣・文部政務次官、民主党大阪府連会長などを務めた。
1974年（昭和49年）11月の秋の叙勲で勲三等に叙され、旭日中綬章を受章する。
1980年2月2日、心不全のため、千葉県船橋市の自宅で死去した。78歳没。同月5日、特旨を以て位記を追賜され、死没日付をもって正五位に叙された。